# Lirogon wspaniały
Lirogon wspaniały (Menura novaehollandiae) – gatunek ptaka z rodziny lirogonów (Menuridae). Jest jednym z największych przedstawicieli rzędu wróblowych. Jeden z dwóch gatunków lirogonów. Wyglądem i zachowaniem przypomina ptaki grzebiące, zwłaszcza bażanty. Słabo lata, za to świetnie biega. Występuje we wschodniej Australii, zamieszkując górzyste lasy tego regionu. Spotykany także na Tasmanii, gdzie został introdukowany w latach 30. XX wieku. Znany jest ze swoich zdolności naśladowania praktycznie każdego zasłyszanego odgłosu. Jeden osobnik może nauczyć się śpiewu innych, nawet 20 różnych gatunków ptaków, a także wielu odgłosów mechanicznych od sygnału alarmu samochodowego po dźwięk piły łańcuchowej.

## Podgatunki
Wyróżnia się trzy podgatunki M. novaehollandiae:
- M. n. edwardi Chisholm, 1921 – południowo-wschodni Queensland i północno-wschodnia Nowa Południowa Walia (wschodnia Australia)
- M. n. novaehollandiae Latham, 1801 – wschodnio-środkowa do południowo-wschodniej Nowa Południowa Walia (południowo-wschodnia Australia)
- M. n. victoriae Gould, 1865 – skrajnie południowo-wschodnia Nowa Południowa Walia do południowej Wiktorii (południowo-wschodnia Australia)

Podgatunek victoriae bywał uznawany za synonim podgatunku nominatywnego.

## Morfologia
Wygląd

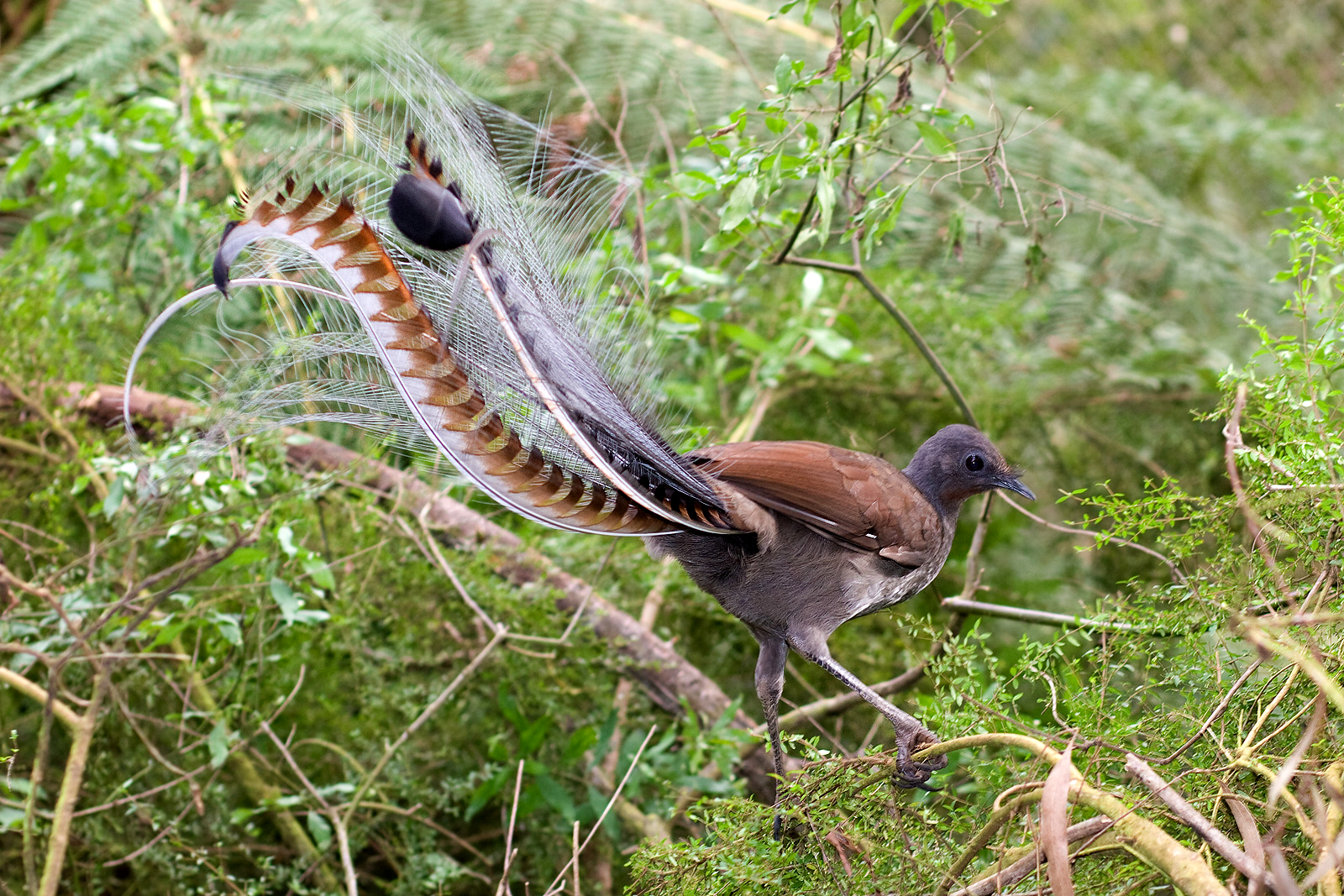
Ogon jest niezwykłą ozdobą samców lirogona wspaniałego

Upierzenie obydwu płci jest szarobrązowe. Cechą charakterystyczną ptaka jest długi, ozdobny ogon występujący u samców. Składa się on z 16 przekształconych sterówek: dwie zewnętrzne, pręgowane wygięte są w kształcie liry (stąd nazwa gatunkowa), 12 wewnętrznych nie posiada zwartych chorągiewek tylko srebrzyste promienie, natomiast dwie środkowe tworzą dwa długie taśmy. Ogon samicy posiada tylko 12 pozbawionych ozdób sterówek. Ważną cechą lirogona są również silne i dość długie nogi oraz pazury, dzięki którym wygrzebuje pożywienie z leśnej ściółki. Skrzydła są krótkie i zaokrąglone.
Średnie wymiary
- Długość ciała – samiec: według różnych źródeł od 80[9] lub 95 cm[10] do 130 cm[5], w tym ogon nawet 60–70 cm; samica mniejsza od samca: 74–84 cm[9].
- Masa ciała – 0,975[9] – 1,2 kg

Biotop
Górzyste lasy eukaliptusowe, podzwrotnikowe i strefy umiarkowanej.
Tryb życia
Dzienny i naziemny tryb życia. Noce spędza na gałęzi drzew, na które wspina się, skacząc z gałęzi na gałąź.
Pożywienie
Żywi się bezkręgowcami, które wygrzebuje z ziemi.
Rozmnażanie
Lęgi odbywają się tylko raz w roku między majem a lipcem. Samiec wybiera terytorium ok. 1 km², gdzie nie toleruje konkurentów i odbywa w przygotowanych miejscach popisowe toki. Podczas zalotów samiec tańczy na kopcu, zbudowanym przez niego ze ściółki. Wydaje przy tym głośne dźwięki przypominające odgłosy otoczenia (np. śpiew innych ptaków, ale też klakson lub szczekanie psa), rozkłada ogon nad grzbietem i potrząsając nim ukrywa się pod srebrzącymi się piórami. Po tokach samica samotnie buduje duże gniazdo w kształcie kuli na ziemi lub w rozwidleniu konarów tuż nad nią. Wyścieła je własnym puchem, sierścią, trawą i włóknami i składa w nim jedno brunatnej barwy jajo. Pisklę wykluwa się po 40 dniach ślepe, nagie i niedołężne. Dopiero po kolejnych 47 dniach opuszcza gniazdo. Młode po wypierzeniu się pozostają przy matce nawet do 8 miesięcy. Samce uzyskują pełne, ozdobne upierzenie po dwóch latach.

## Status
IUCN uznaje lirogona wspaniałego za gatunek najmniejszej troski (LC, Least Concern) nieprzerwanie od 1988 (stan w 2020). Trend liczebności populacji uznawany jest za spadkowy.